# Simulação dinâmica
Simulação dinâmica é o uso de programas de computador para modelar/simular a variação de tempo ou comportamento de um sistema, corpo ou objeto. O sistema é geralmente descrito por uma equação diferencial ou equação diferencial parcial. 
Com um modelo matemático, este incorpora restrições e regras do mundo real, como exemplo, uma engrenagem, ou então, o rebote de uma parada brusca. Assim, as equações tornam-se não-lineares. Isso requer métodos numéricos para resolver a equação. Uma simulação numérica é feita por passos através de intervalos e então calcula-se a integral da derivada pela aproximação da área sobre a curva da derivada. Alguns métodos utilizados usam uma etapa fixa através de um intervalo, e outros utilizam um passo adaptativo que pode encolher ou crescer automaticamente para manter uma tolerância aceitável de erro. 
Indústrias utilizam a simulação dinâmica em inúmeros casos que vão desde o poder de uma determinada energia nuclear, turbinas de vapor, modelagem de veículos, motores elétricos, modelos econométricos, sistemas biológicos, braços robóticos, a massa de amortecedores de mola, sistemas hidráulicos, e até o fluxo de uma droga em um organismo humano - estes são alguns casos básicos na qual esta tecnologia esta sendo empregada. Estes modelos podem muitas vezes funcionar em tempo real, fornecendo uma resposta virtual muito próxima da realidade. Isso é muito utilizado em processos de controle e sistemas de mecatrônica para ajustar o sistema de controle automático, depois deles estarem conectados em um sistema real. Ou então, para treinar humanos antes deles controlarem um determinado sistema na vida real. Um exemplo clássico, é a simulação de voos ou então, a simulação de voos em naves espaciais.
Simuladores também são utilizados por jogos de computadores e animações, podendo estes serem acelerados através do uso de um motor de física, a tecnologia usada é muito poderosa com o advento da computação gráfica dos softwares, como 3ds Max, Maya, Lightwave, e muitos outros simuladores de fenômenos físicos. Em uma animação por computação, coisas como cabelo, panos, líquidos, fogo e partículas, podem ser facilmente modeladas, enquanto o ser humano, o animador, move simples objetos. 
A computação baseada em animação dinâmica, iniciou utilizando-se de um nível muito simples em 1989 com o filme da Pixar Animation Studios Knick Knack para mover a falsa neve na snowglobe e seixos em um tanque de peixes.

## Exemplo de simulação dinâmica

Piston motion equations

Esta animação foi feita com um software com sistema dinâmico, utilizando-se de modelação em 3D 

Os valores calculados são associados com os parâmetros da vara e da manivela. 

Neste exemplo, a manivela é a condução, que varia tanto a velocidade de rotação, o seu raio e o comprimento da haste, e o pistão seguinte.